# Watanabe E9W
Watanabe E9W (Малий розвідувальний гідролітак Тип 96) — серійний розвідувальний гідролітак Імперського флоту Японії 1930-х років та періоду Другої світової війни.
Кодова назва союзників - «Слім» (англ. Slim).

## Історія створення
На початку 1934 року Імперський флот Японії розпочав будівництво великих підводних човнів типу «I-7». Завдяки своїм розмірам вони могли нести на борту двомісний розвідувальний гідролітак. Тому було сформульоване технічне завдання 9-Сі на виготовлення такого літака. У конкурсі взяли участь декілька фірм, але несподівано переміг проект маловідомої фірми Watanabe.
Робота над реалізацією проекту почалась у березні 1934 року в умовах надзвичайної секретності. Вже у вересні перший з чотирьох прототипів був готовий. Він був призначений тільки для випробування на міцність та відпрацювання розбоки конструкції. Наступний прототип, призначений для льотних випробувань, був готовий у лютому 1935 року. Це був біплан з двома поплавками, оснащений радіальним двигуном Hitachi Tempu II потужністю 300 к.с., який обертав дволопасний дерев'яний гвинт постійного кроку. Конструкція була зроблена таким чином, щоб літак можна було легко збирати та розбирати прямо на палубі підводного човна, який перебував у русі.
Льотні випробування проходили на борту підводних човнів I-5 та I-6, на яких раніше розміщувались гідролітаки Yokosuka E6Y. Спочатку літак відзначався незадовільною поздовжньою стійкістю, задираючи ніс, але із збільшенням площі та висоти кіля ця проблема була вирішена. У 1936 році літак був прийнятий на озброєння під назвою «Малий розвідувальний гідролітак Тип 96 Модель 1» (або E9W1).
Виробництво літаків йшло повільно, але головним чином через затримки з підводними човнами, а також з відсутністю підготовленого технічного персоналу для обслуговування цих літаків. Тим не менше, у 1937 році перші E9W почали надходити на озброєння японських човнів. Всього до 1940 року було виготовлено 32 серійні літаки (що разом з прототипами становило 35 машин), після чого їх стали замінювати сучасніші Yokosuka E14Y. 

## Тактико-технічні характеристики

### Технічні характеристики
- Екіпаж: 2 чоловік
- Довжина: 8,00 м
- Висота: 3,71 м
- Розмах крила: 9,91 м
- Площа крила: 23,51 м²
- Маса пустого: 882 кг
- Маса спорядженого: 1 253 кг
- Двигун: 1 х Hitachi Tempu II
- Потужність: 300 к. с.

### Льотні характеристики
- Максимальна швидкість: 148 км/г
- Крейсерська швидкість: 232 км/г
- Практична дальність: 731 км
- Тривалість польоту: 5 г
- Практична стеля: 6 740 м

### Озброєння
- Кулеметне: 1 × 7,7 мм кулемет

## Історія використання
Перші літаки E9W надійшли на озброєння підводних човнів I-7 та I-8.
Вони брали активну участь в японсько-китайській війні, виконуючи розвідку китайського узбережжя в районах дії японського флоту. Вони використовувались для наведення підводних човнів для перехоплення суден, які йшли на прорив морської блокади Китаю. Оскільки з осені 1937 року активність китайських винищувачів над морем різко зменшилась, E9W втрат не зазнали. 
Після 1939 року E9W вважались застарілими, і їх поступово стали виводити у частини другої лінії. Але станом на 1942 рік в авіації флоту ще залишалось 14 літаків E9W, розміщених на підводних човнах I-7, I-8, I-10, I-15, I-17, I-19, I-21, I-23, I-25 та I-26.
16 грудня 1941 року розвідник E9W використовувався для оцінки ефективності нальоту на Перл-Гарбор. Підводний човен I-7, спливши за 26 миль на захід від Кайлуа, запустив свого розвідника. Незважаючи на наявність у американців боєздатних літаків, розвідник без проблем виконав своє завдання. Спостерігач передав, що бачить чотири лінкори, з них три пошкоджені, один авіаносець, п'ять крейсерів, та 30 інших кораблів. Хоча погоні за літаком не було, льотчики, не бажаючи ризикувати екіпажем, покинули літак і дістались до підводного човна уплав. Залишений E9W довелось затопити, після чого I-7 занурився та покинув небезпечний район.
Оскільки бойові дії у Тихому та Індійському океанах складались для японців вдало, командування флоту вирішило провести розвідку західного узбережжя Індії та Цейлону. Оскільки ця задача для палубної авіації була на межі досяжності, було вирішено знову залучити I-7. Але 31 березня 1942 року підводний човен був помічений англійським гідролітаком Catalina, який скинув дві бомби. І хоча бомби не влучили у ціль, але елемент раптовості був втрачений. Незабаром з'явились патрульні кораблі. Випускати у цій ситуації розвідувальний літак було б самогубством. 
Після цього літаки E9W у бойових діях участі не брали. Протягом 1942 року вони були замінені на сучасніші E14Y, але використовувались як навчальні до кінця війни.
Шість літаків E9W були передані Таїланду для використання з палуби ескортних кораблів «Maeklong» та «Tachin». Але через невеликі розміри цих кораблів від використання E9W з палуби відмовились і перевели літаки на берегові бази. Вони пережили війну і були списані у 1946 році.
Американці дізнались про E9W лише перед початком війни і присвоїли йому кодову назву «Слім» (англ. Slim).